# Vinka Jeričević
Vinka Jeričević (1936.) je bivša hrvatska plivačica, bivša državna reprezentativka u plivanju prsnim stilom.
Sudionica je velikih natjecanja. Na OI u Melbourneu 1956. na 200 m prsno osvojila je 4. mjesto.
1956. je proglašena za športašicu godine lista Narodni sport (kasnije Sportske novosti).